# Gloria Bystrzyca
Gloria Bistrița – rumuński klub piłkarski z siedzibą w Bystrzycy.

## Historia
Chronologia nazw:
- 1922—1950: Ceramica Bistrița
- 1950—1958: Progresul Bistrița
- 1958—...: Gloria Bistrița

Klub piłkarski Ceramica Bistrița został założony 6 lipca 1922. Do 1990 występował w II i III ligach. W sezonie 1990–91 klub debiutował w Liga I. W sezonie 2010/2011 klub spadł do Liga II.

## Sukcesy
- Liga I:
  - 3. miejsce (1): 2003/2003
- Puchar Rumunii:
  - zwycięstwo (1): 1993/1994
  - finał (1): 1995/1996
- Puchar Ligi Rumuńskiej:
  - zwycięstwo (1): 1999/2000
  - finał (1): 2003/2004

## Europejskie puchary
Legenda do wszystkich tabel:
- Q – runda eliminacyjna, 1/16, 1/8, 1/4, 1/2 – odpowiednia faza rozgrywek, Grupa – runda grupowa, 1r gr – pierwsza runda grupowa, 2r gr – druga runda grupowa, F – finał, R – runda, PO – play-off
- k. – rzuty karne, los. – losowanie, Dogr. – dogrywka, w. – zasada bramek strzelonych na wyjeździe

| Sezon   | Rozgrywki                 | Runda    | Przeciwnik         | Dom  | Wyjazd | Ogólnie     |
| ------- | ------------------------- | -------- | ------------------ | ---- | ------ | ----------- |
| 1993/94 | Puchar UEFA               | 1R       | NK Maribor         | 0–0  | 0–2    | 0–2         |
| 1994/95 | Puchar Zdobywców Pucharów | 1R       | Real Saragossa     | 2–1  | 0–4    | 2–5         |
| 1996/97 | Puchar Zdobywców Pucharów | 1Q       | Valletta FC        | 2–1  | 2–1    | 4–2         |
| 1996/97 | Puchar Zdobywców Pucharów | 1R       | ACF Fiorentina     | 1–1  | 0–1    | 1–2         |
| 1997    | Puchar Intertoto          | Grupa 10 | Montpellier HSC    | 1–2  |        | 4. miejsce  |
| 1997    | Puchar Intertoto          | Grupa 10 | FK Čukarički       |      | 2–3    | 4. miejsce  |
| 1997    | Puchar Intertoto          | Grupa 10 | Spartak Warna      | 2–1  |        | 4. miejsce  |
| 1997    | Puchar Intertoto          | Grupa 10 | FC Groningen       |      | 1–4    | 4. miejsce  |
| 2001    | Puchar Intertoto          | 1R       | Jazz Pori          | 2–1  | 0–1    | 2–2, w.     |
| 2002    | Puchar Intertoto          | 1R       | Union Luxembourg   | 2–0  | 0–0    | 2–0         |
| 2002    | Puchar Intertoto          | 2R       | Teuta Durrës       | 3–0  | 0–1    | 3–1         |
| 2002    | Puchar Intertoto          | 3R       | Lille OSC          | 0–2  | 0–1    | 0–3         |
| 2003    | Puchar Intertoto          | 1R       | Bangor City        | 5–2  | 1–0    | 6–2         |
| 2003    | Puchar Intertoto          | 2R       | Brescia Calcio     | 1–1  | 1–2    | 2–3         |
| 2004    | Puchar Intertoto          | 1R       | FC Thun            | 0–0  | 0–2    | 0–2         |
| 2005    | Puchar Intertoto          | 1R       | Olympiakos Nikozja | 11–0 | 5–0    | 16–0        |
| 2005    | Puchar Intertoto          | 2R       | NK Slaven Belupo   | 0–1  | 2–3    | 2–4         |
| 2007    | Puchar Intertoto          | 1R       | FK Grbalj          | 2–1  | 1–1    | 3–2         |
| 2007    | Puchar Intertoto          | 2R       | Maccabi Hajfa      | 0–2  | 2–0    | 2–2, k: 3–2 |
| 2007    | Puchar Intertoto          | 3R       | Atlético Madryt    | 2–1  | 0–1    | 2–2, w.     |

## Stadion
Stadionul Gloria został zbudowany w 1963 roku. Może pomieścić 15 000 widzów. W 2008 został przebudowany.